# Emanuele Ottolenghi
Emanuele Ottolenghi (Bologna, 1969) è un saggista italiano.

## Biografia
Si è laureato in scienze politiche all'Università di Bologna, un Ph.D. all'Università Ebraica di Gerusalemme ed insegnato Storia d'Israele alla Oxford Centre for Hebrew and Jewish Studies, una istituzione indipendente dell'Università di Oxford.
Dirige dal 2006 il think tank Transatlantic Institute. Collabora con Standpoint Magazine, Commentary,  Liberal, Il Foglio e Il Riformista. 

## Pubblicazioni
- Gli Stati Uniti e la questione mediorientale, (Il Mulino) 2003.
- Europa e Israele: Amici o Nemici? (Diritto e Libertà), 2004.

## Libri
- Autodafé. L'Europa, gli ebrei e l'antisemitismo. Edizioni Lindau, 2007
- La bomba iraniana. Edizioni Lindau, 2008
- Under a Mushroom Cloud. Paperback[collegamento interrotto], 2009

| Controllo di autorità | VIAF (EN) 11739811 · ISNI (EN) 0000 0000 3488 4159 · SBN LO1V146911 · LCCN (EN) n2006076373 · GND (DE) 102131392 · J9U (EN, HE) 987007266242105171 |